# Miloš Polášek
Miloš Polášek, vlastním jménem Miloslav Polášek, (12. listopadu 1939, Ostrava – 16. dubna 2017) byl český fotograf, grafik a vydavatel.

## Život
S fotografováním začal již v mládí. Vedle toho se ale následně věnoval i grafické a typografické práci. Po svém působení na Nové huti se začal naplno věnovat reportážní fotografii a novinářské práci jako redaktor. Nejprve působil v Moravskoslezském večerníku, od roku 1969 poté v Ostravském kulturním měsíčníku, který vycházel ve vydavatelství Profil. Počátky jeho výtvarných aktivit se datují do roku 1965, kdy dosáhl prvních úspěchů ve fotografických soutěžích.
Vedle reportážní fotografie (se kterou začínal), se následně věnoval ekologicky zaměřené fotografii Ostravského regionu, který trpěl zejména těžbou černého uhlí. Jako i další jeho vrstevníci se ve své tvorbě zaměřoval zejména na ostravské reálie a zachytil mnohé dnes již neexistující lokace. Mnoho let se poté věnoval fotografickým experimentům s barvou i speciálními technikami (sabattiér, izohélie atp.). Dalším jeho oblíbeným tématem byla žena a krása jejího těla. Tyto práce můžeme nalézt v několika sériích ženských aktů z let 1965–2006.
Miloš Polášek zakládal ateliér fotografie na Katedře výtvarné tvorby Pedagogické fakulty Ostravské univerzity (dnes Fakulta umění Ostravské Univerzity v Ostravě). V tomto ateliéru působil jako odborný asistent 10 let (v letech 1996–2006).

## Autorské výstavy (výběr)
- Zmizelá Ostrava, Galerie výtvarného umění v Ostravě (2015)
- RE-ART,[2] Výtvarné centrum Chagall Ostrava (2011)
- Tvář města – Rothschildův zámeček, Vítkovice (2009)
- Slezskoostravský hrad – Lázně Klimkovice (2009)
- Ostrava – Janáčkova konzervatoř Ostrava (2009)
- Zámek Rochebonne, Beaujolais, Francie (2002)
- Galerie České spořitelny Ostrava (2000)
- Galerie výtvarného umění Ostrava (1999)
- Galerie Magna, Ostrava (1998)
- Výtvarné centrum Chagall Ostrava (1995)
- Dílo Ostrava-Poruba (1992)
- Dílo Havířov (1991)
- Dílo Opava (1991)
- Dům umění Opava (1989)
- Dílo Ostrava (1988)
- Ostrava, DK Vítkovic, s Petrem Sikulou (1985)
- Ostrava, DK Vítkovic (1982)
- Dílo Ostrava-Poruba (1977)
- Ostrava, muzeum, s B. Růžičkou a D. Školou (1965)

## Skupinové výstavy (výběr)
- Ostrava z druhé strany – Slezskoostravská galerie (2010)
- Třetí strana zdi – Moravská galerie Brno (2008)
- Ostrava ve výtvarném umění – Galerie Chagall Ostrava (2007)
- Česká fotografie 20. století – Galerie hl. m. Prahy a UP muzeum Praha (2005)
- Galerie Kruh – Unie výtvarných umělců (2005)
- Mail art 2005, Galerie výtvarného umění Ostrava-Poruba (2005)
- 70 x 100 – pedagogové IPUS Ostravské univerzity (2005)
- Mail art 2003, Galerie výtvarného umění Ostrava-Poruba (2003)
- Šumná Ostrava, Galerie Mlejn Ostrava (2002)
- Společnost před objektivem 1918–1989, Praha, Tamporee (2001)
- Fotografie jako umění v ČR 1959–1968, Moravská galerie Brno (2001)
- Mail art 2001, Galerie výtvarného umění Ostrava-Poruba (2001)
- Společnost před objektivem, Moravská galerie Brno (2000)
- My 1948–1989, Moravská galerie Brno (1999)
- Mail art 1999, Galerie výtvarného umění Ostrava-Poruba (1999)
- Salon výtvarných umělců Ostravska, Galerie výtvarného umění Ostrava (1990)
- Waterloo po 20 letech, Černá louka Ostrava (1990)
- Členové a kandidáti SČVU ke 150. výročí fotografie, Galerie výtv. umění Ostrava (1989)
- Výstava ke 150. výročí fotografie, Výstavní síň V. Wünscheho, Havířov (1989)
- Výtvarní umělci ve fotografii, Anežský klášter, Národní galerie Praha (1989)
- III. výstava výtvarných umělců evidovaných u ČFVU, OVM Nový Jičín (1986)
- Česká výtvarná fotografie, Galerie D, Praha (1984)
- Divadelní fotografie, Ostravské muzeum (1979)
- Ostrava ve fotografii, kino Praga, Moskva (1977)
- Fotosalon Vítkovice ´72 (1972)
- IFAM ´72, Stuttgart, NSR (1972
- Liebe, Freundschaft, Solidarität, Berlin (medaile) (1971)
- Fotosalon Vítkovice ´70 (1970)
- VII. Internationale Fotomeisterschaft, Stuttgart, NSR (diplom) (1970)
- 21. Camberley Salon of Camera Art, Anglie (1968)
- 59. London Salon of Photography, Anglie (1968)
- V. Internationale Fotomeisterschaft, Stuttgart, NSR (1968)
- Europa ´68, Bergamo, Itálie (1968)
- V. Interklub Vsetín (čestné uznání) (1967)

V letech 2000–2004 realizoval projekt Face to face, který ve formě portrétů mapoval význačné osobnosti Ostravska. Vše vyústilo vydáním stejnojmenné fotografické publikace.

## Knihy
- V hledáčku kamery, mezi řádky textu (2016) ISBN 978-80-87264-59-1
- 7×10″ / Klasická fotografie v digitálním věku (2012) ISBN 978-80-87264-12-6
- Akt / RE-ART (2012) ISBN 978-80-87264-11-9
- Tvář města mé generace (2009) ISBN 978-80-87264-02-7
- Face to face (2004) ISBN 80-902564-8-1
- Portfolio (2000) ISBN 80-902564-2-2
- Ostrava (1996) ISBN 80-85987-61-9
- Jaro, léto 68/podzim 89 (1990)
- Ostrava (1985) 70-052-85

Mezi publikace, které zaštítil vydavatelsky a typograficky patří:
- Významné ocelové konstrukce Vítkovic ISBN 978-80-903385-8-6
- Malíř Vladimír Kristin a jeho město ISBN 80-7042-439-7
- Josef Dobeš ISBN 80-902564-0-6
- Miloš Polášek – Portfolio ISBN 80-902564-2-2
- Smrt si nezpívá ISBN 978-80-87264-00-3
- Krev pod obojí ISBN 978-80-902564-9-1
- Černá krev ISBN 80-903385-4-2
- Face to face ISBN 80-902564-8-1
- Já, Slezskoostravský hrad ISBN 80-903385-3-4
- Jsem Černá louka ISBN 978-80-903385-5-5
- Vítkovice industria ISBN 978-80-903385-6-2
- Kleštění zarostlého chodníčku, aneb Janáček pro samouky
- Ostrava – Tvář města mé generace ISBN 978-80-87264-02-7
- Socha ve městě ISBN 978-80-7368-587-4
- Občan mezi zákony a Murphyho zákony